# جيلبرت مورغان سميث
جيلبرت مورغان سميث (بالإنجليزية: Gilbert Morgan Smith)‏ (6 يناير 1885 - 11 يوليو 1959) عالم نبات أمريكي كان يعمل في المقام الأول على الطحالب وقد اشتهرت كتبه، وخاصة الطحالب في المياه العذبة في الولايات المتحدة، والطحالب البحرية في شبه جزيرة مونتيري .

## روابط خارجية
- G. M. Smith (1938). Cryptogamic Botany, vol. 1. McGraw-Hill, New York.
- G. M. Smith (1955). Cryptogamic Botany, vol. 2. McGraw-Hill, New York. 2nd ed.